# Hrabstwo Christian (Missouri)
Hrabstwo Christian (ang. Christian County) – hrabstwo w południowo-zachodniej części stanu Missouri w Stanach Zjednoczonych. Obszar całkowity hrabstwa obejmuje powierzchnię 564,05 mil2 (1 461 km²).  Jest częścią obszaru metropolitalnego Springfield.
W latach 2010–2021 populacja hrabstwa wzrosła o 17,8% do 91,7 tys. mieszkańców i był to drugi co do wielkości wzrost w stanie, po hrabstwie Platte.
Hrabstwo posiada najwyższy odsetek zielonoświątkowców w Stanach Zjednoczonych. Według danych z 2020 roku, 41,2% mieszkańców jest członkami zarejestrowanych Kościołów zielonoświątkowych. 

## Historia
Hrabstwo powstało 8 marca 1859 roku i nosi imię Williama Christiana – żołnierza biorącego udział w wojnie o niepodległość Stanów Zjednoczonych.
Według spisu z 2020 r. hrabstwo miało 88 842 mieszkańców.

## Sąsiednie hrabstwa
- Hrabstwo Greene (północ)
- Hrabstwo Webster (północny wschód)
- Hrabstwo Douglas (wschód)
- Hrabstwo Taney (południe)
- Hrabstwo Stone (południowy zachód)
- Hrabstwo Lawrence (zachód)

## Miasta
- Billings
- Clever
- Fremont Hills
- Highlandville
- Nixa
- Ozark
- Sparta
- Springfield

## CDP
- Spokane

## Wioski
- Saddlebrooke

## Religia
Do największych organizacji w hrabstwie należą:
| Lp. | Kościół                              | Liczba wspólnot | Liczba członków (2010) | Liczba członków (2020) | Procent ludności |
| --- | ------------------------------------ | --------------- | ---------------------- | ---------------------- | ---------------- |
| 1.  | Zbory Boże                           | 8               | 21 528                 | 36 165                 | 40,7%            |
| 2.  | Południowa Konwencja Baptystów       | 37              | 13 638                 | 12 215                 | 13,7%            |
| 3.  | Zjednoczony Kościół Metodystyczny    | 7               | 2395                   | 2491                   | 2,8%             |
| 4.  | Kościoły Chrystusowe                 | 16              | 2414                   | 2407                   | 2,7%             |
| 5.  | Bezdenominacyjne zbory ewangelikalne | 8               | 968                    | 2100                   | 2,4%             |
| 6.  | Mormoni                              | 3               |                        | 1386                   | 1,6%             |
| 7.  | Kościół katolicki                    | 3               | 2709                   | 1305                   | 1,5%             |